# Répcelak
Répcelak è una città di 2 492 abitanti situata nella contea di Vas, nell'Ungheria nord-occidentale.

## Amministrazione

### Gemellaggi
- Lehnice